# Michelle Finn
Michelle Finn (Estados Unidos, 8 de mayo de 1965) fue una atleta estadounidense, especializada en la prueba de 4 x 100 m en la que llegó a ser subcampeona mundial en 1993.

## Carrera deportiva
En el Mundial de Stuttgart 1993 ganó la medalla de plata en los relevos 4 x 100 metros, con un tiempo de 41.49 segundos que fue récord de los campeonato, llegando tras Rusia —también con 41.49 segundos— y por delante de Jamaica, siendo sus compañeras de equipo: Gwen Torrence, Wendy Vereen y Gail Devers.